# Міхай-Браву (комуна, Тулча)
Міхай-Браву (рум. Mihai Bravu) — комуна у повіті Тулча в Румунії. До складу комуни входять такі села (дані про населення за 2002 рік):
- Міхай-Браву (703 особи) — адміністративний центр комуни
- Сату-Ноу (677 осіб)
- Турда (1260 осіб)

Комуна розташована на відстані 210 км на схід від Бухареста, 28 км на південний захід від Тулчі, 86 км на північ від Констанци, 72 км на південний схід від Галаца.

## Населення
За даними перепису населення 2002 року у комуні проживали 2640 осіб.
Національний склад населення комуни:
| Національність   | Кількість осіб | Відсоток |
| ---------------- | -------------- | -------- |
| румуни           | 2636           | 99,8%    |
| росіяни-липовани | 3              | 0,1%     |
| угорці           | 1              | < 0,1%   |

Рідною мовою назвали:
| Мова      | Кількість осіб | Відсоток |
| --------- | -------------- | -------- |
| румунська | 2638           | 99,9%    |
| російська | 2              | 0,1%     |

Склад населення комуни за віросповіданням:
| Релігія       | Кількість осіб | Відсоток |
| ------------- | -------------- | -------- |
| православні   | 2635           | 99,8%    |
| баптисти      | 2              | 0,1%     |
| бретрени      | 2              | 0,1%     |
| римо-католики | 1              | < 0,1%   |

## Зовнішні посилання
- Дані про комуну Міхай-Браву на сайті Ghidul Primăriilor [Архівовано 19 січня 2008 у Wayback Machine.]